# It Happened in Honolulu
It Happened in Honolulu es una película muda de género cómico estadounidense dirigida por Lynn Reynolds y protagonizada por Myrtle Gonzalez, Val Paul y George Hernandez.

## Reparto
- Myrtle Gonzalez como Mabel Wyland
- Val Paul como Larry Crane
- George Hernandez como Mr. Wyland
- Lule Warrenton como Mrs. Wyland
- C. Norman Hammond como Jim Crane
- Fred Church como Clarence Velie
- Bertram Grassby como Lord Percy
- Jack Curtis como Detective Boggs